# Лейк (окръг, Тенеси)
Вижте пояснителната страница за други населени места с името Лейк.
Окръг Лейк (на английски: Lake County в превод езеро) е окръг в щата Тенеси, Съединени американски щати. Площта му е 502 km², а населението – 7954 души (2000). Административен център е град Типтънвил.